# 杨氏格

哈斯图的杨氏格

数学中的杨氏格是一个偏序集，也是由所有整数分区组成的格。它以阿尔弗雷德·杨命名，他在一系列关于定量替换分析的论文中发展了对称群的表示论。在杨的理论中，现在所称的杨图以及它上面的偏序起到了关键甚至决定性的作用。杨氏格在代数组合学中尤为重要：它（在Stanley (1988)的意义上）是微分偏序最简单的例子。它还与仿射李代数的晶体基密切相关。

## 定义
杨氏格是由所有整数分区形成的偏序集Y ，其中，所有整数分区通过包含它们的杨图（或费雷斯图）进行排序。